# Kafraya Elmaarra
Kafraya Elmaarra (tiếng Ả Rập: كفريا المعرة) là một ngôi làng Syria nằm ở Sinjar Nahiyah ở huyện Maarrat al-Nu'man, Idlib. Theo Cục Thống kê Trung ương Syria (CBS), Kafraya Elmaarra có dân số 906 trong cuộc điều tra dân số năm 2004.